# Ben Affleck
Pour les articles homonymes, voir Affleck.
Benjamin Géza Affleck-Boldt, dit Ben Affleck [bɛn ˈæflɛk], né le 15 août 1972 à Berkeley (Californie), est un acteur américain, réalisateur, scénariste et producteur.
Il est révélé en 1997 par Will Hunting, un succès critique et commercial réalisé par Gus Van Sant, et qu'il a coécrit avec son ami Matt Damon, et où ils remportent l'Oscar du meilleur scénario original. Il s'impose parallèlement comme un acteur fétiche du réalisateur indépendant Kevin Smith : Les Glandeurs (1995), Méprise multiple (1997), Dogma (1999), Jay et Bob contre-attaquent (2001), Clerks 2 (2006), Jay and Silent Bob Reboot (2019) et Clerks 3 (2022).
Durant les années 2000, il enchaîne surtout les grosses productions hollywoodiennes avec plus ou moins de succès : Armageddon (1998), Piège fatal (2000), Pearl Harbor (2001), La Somme de toutes les peurs (2002), Daredevil (2003) et Paycheck (2003). Ses romances sont des flops commerciaux : Un amour infini (2000), face à Gwyneth Paltrow, Amours troubles (2003), avec Jennifer Lopez, et Père et Fille (2004), avec Liv Tyler.
En 2006, il surprend dans un registre dramatique avec le biopic Hollywoodland, puis en menant le thriller politique Jeux de pouvoir (2009). Mais surtout, il impressionne en coécrivant et réalisant le film indépendant Gone Baby Gone (2007), un film social âpre, porté par la performance de son frère Casey Affleck, jusque-là cantonné aux seconds rôles.
Les années 2010 seront celles de la reconnaissance critique et commerciale, grâce à son passage à la réalisation. Il coécrit, réalise et tient le premier rôle du polar The Town (2010), puis signe la mise en scène du thriller d'espionnage Argo (2012), qui lui vaut le Golden Globe de la meilleure réalisation et l'Oscar du meilleur film.
En tant qu'acteur, il confirme son talent en étant dirigé par Terrence Malick pour le drame expérimental À la merveille (2012), puis par David Fincher dans le thriller psychologique Gone Girl (2014). Il tient aussi le rôle-titre du thriller d'action Mr. Wolff (2016), de Gavin O'Connor. Il est ensuite choisi par les studios Warner pour incarner Batman dans l'univers cinématographique DC. Il prête ses traits au chevalier noir dans Batman v Superman : L'Aube de la justice (2016), Suicide Squad (2016), Justice League (2017) et sa version Zack Snyder's Justice League (2021) et The Flash (2023). Après avoir été envisagé pour écrire, réaliser et jouer un film solo sur le personnage, il est finalement écarté du projet.
En tant que scénariste/réalisateur, son quatrième film, Live by Night (2017) rencontre un succès critique mais un échec commercial. Il produit par ailleurs de nombreux films avec Matt Damon, via leurs sociétés Pearl Street Films (2012-2022) et Artists Equity (2022-).

## Biographie

### Jeunesse et formation
Benjamin Géza Affleck-Boldt naît en Californie, mais grandit à Cambridge dans le Massachusetts. Son père, Timothy Affleck, qui était travailleur social, a divorcé de sa mère, Chris Boldt, qui était enseignante.
Dès sa jeunesse, il joue des rôles dans des téléfilms, parfois avec son frère Casey Affleck, né en 1975. C'est ainsi qu'il fait ses débuts sur le petit écran à l'âge de huit ans, dans la série The Voyage of the Mimi (1984).
À cette époque, il se lie d'amitié avec l'acteur Matt Damon, son cousin éloigné. Après leurs études, ils s'installent tous deux à Los Angeles. Ils écrivent ensemble le scénario de Will Hunting qui sort en 1997. Ils obtiennent de nombreuses récompenses dont l'Oscar du meilleur scénario original et le Golden Globe du meilleur scénario en 1998, ce qui leur permet de se faire connaître auprès du public, et de décrocher d'autres rôles.

### Débuts d'acteur dans le cinéma indépendant (1992-1997)
Il débute dans des productions indépendantes comme La Différence (School Ties) de Robert Mandel et Génération Rebelle de Richard Linklater.
Il collabore ensuite pour la première fois avec Kevin Smith pour Les Glandeurs (Mallrats), qui sort en 1995, suivi l'année suivante par la comédie Une virée d'enfer (Glory Daze) de Rich Wilkes.
L'année 1997 marque le premier tournant de sa carrière, puisque après être apparu dans Obsessions torrides de Mark Pellington, Kevin Smith lui confie le rôle principal masculin de son troisième film : la comédie dramatique romantique Méprise multiple (Chasing Amy), et surtout sort l'énorme succès critique et commercial Will Hunting de Gus Van Sant, dont il a coécrit le scénario avec son ami Matt Damon, avec lequel il partage aussi l'affiche, aux côtés de Robin Williams.

### Blockbusterset déceptions (1998-2006)

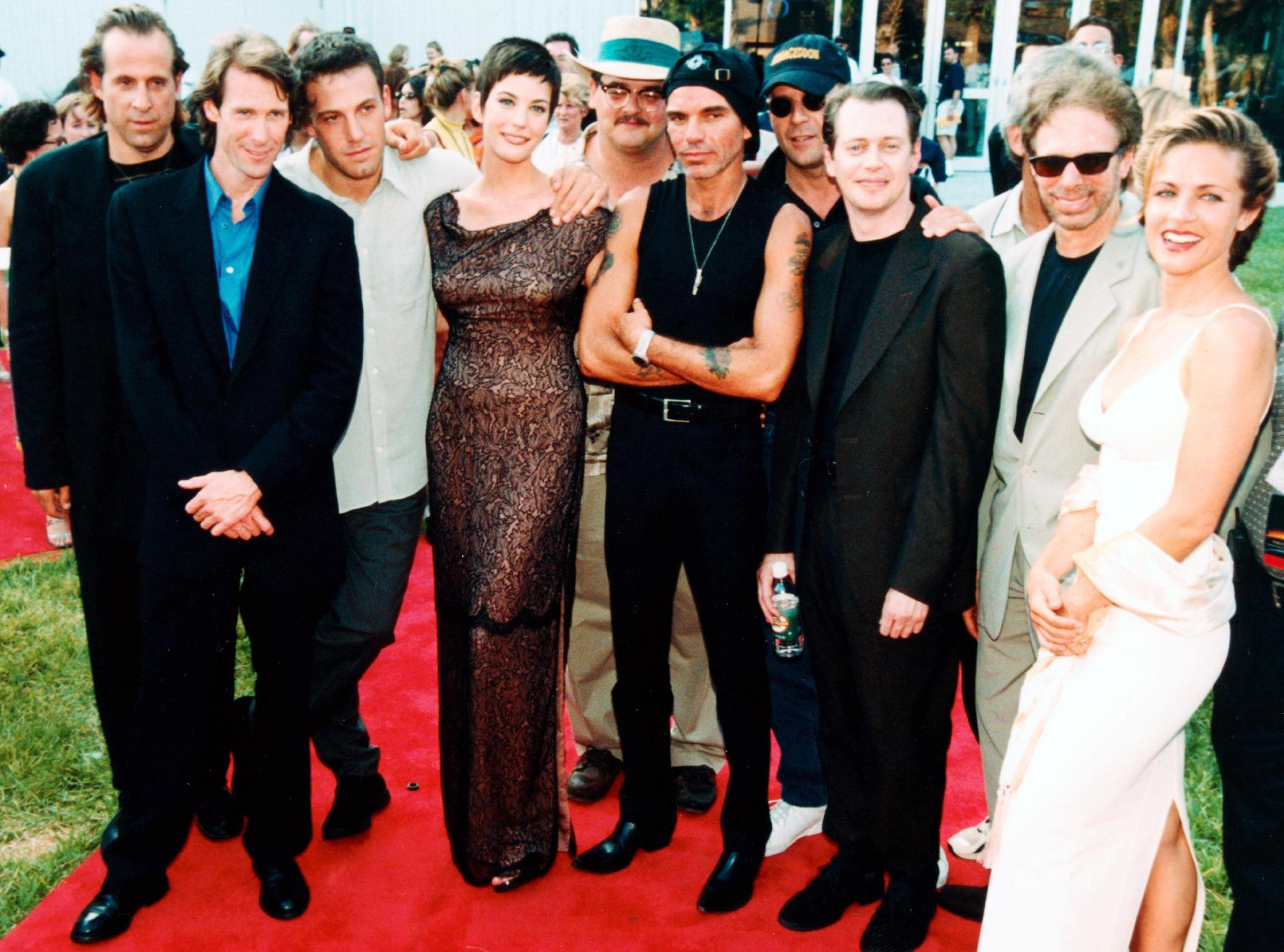
L'acteur à la première mondiale dArmageddon, avec l'équipe du film, en juin 1998.

Il enchaîne avec des superproductions comme Armageddon et Pearl Harbor avec Josh Hartnett, tous deux réalisés par Michael Bay. Puis il prend la relève de Harrison Ford dans le rôle de l'agent Jack Ryan dans La Somme de toutes les peurs avant de se mettre à la mode des super-héros en interprétant le justicier aveugle Daredevil dans un film qui ne trouve pas son public. En 2003, il joue avec sa compagne de l'époque, Jennifer Lopez, dans le film Gigli (Amours troubles), qui reste un échec critique et public de référence, n'ayant tenu en salles que trois semaines aux États-Unis et n'ayant rapporté en tout que 7 millions de dollars, pour un investissement de 54 millions.
Dans Hollywoodland (2006), il joue le rôle de George Reeves, premier acteur à incarner Superman, reprenant également le costume du super-héros et faisant ainsi de lui le seul acteur ayant porté à la fois le costume de Superman et de Batman (à la suite de son rôle du chevalier noir en 2016). Ce rôle lui vaut la Coupe Volpi de la meilleure interprétation masculine à la Mostra de Venise 2006 et une nomination au Golden Globe du meilleur acteur dans un second rôle.

### Passage à la réalisation et consécration (2007-2014)

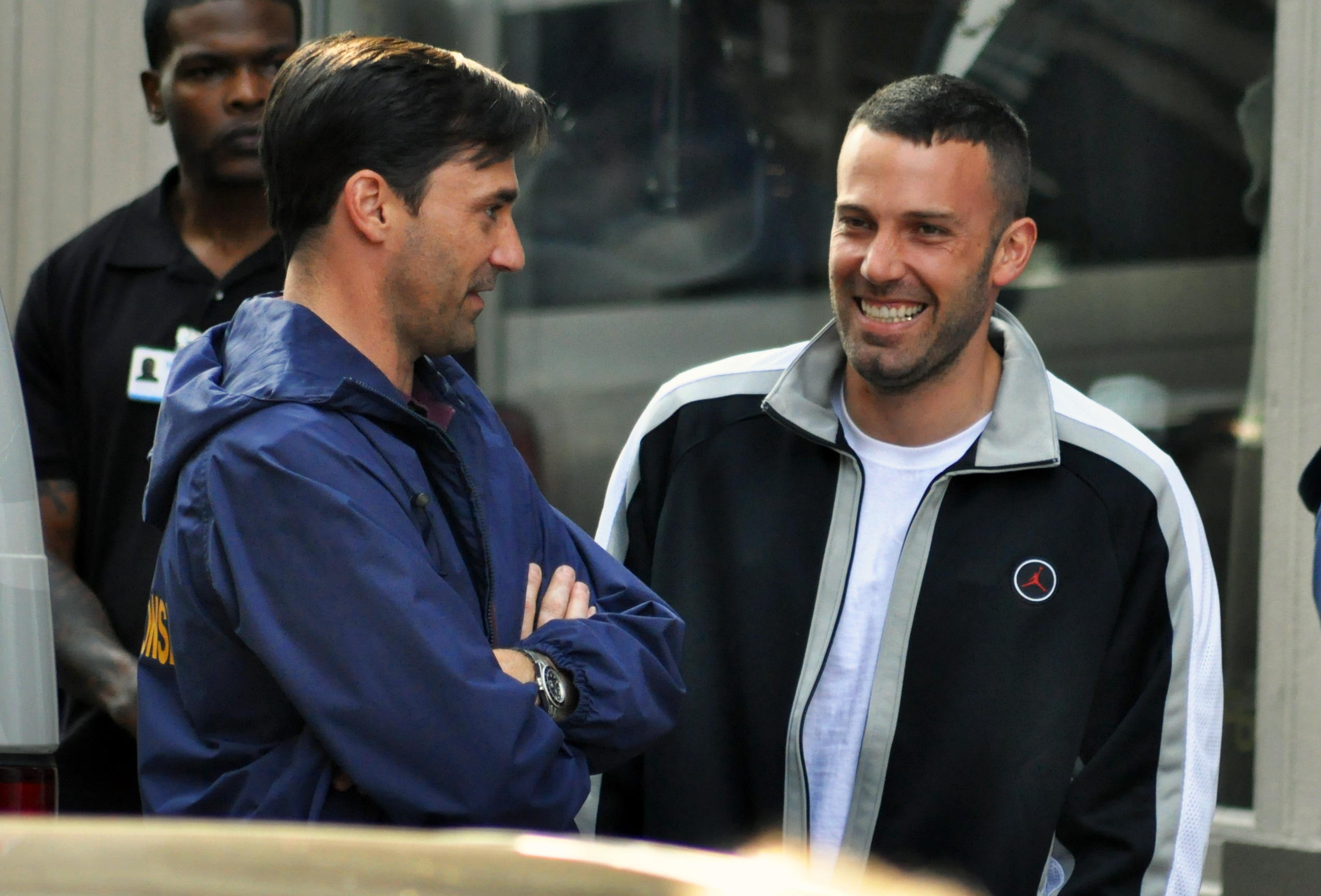
Le réalisateur sur le tournage de son deuxième long-métrage, The Town, à Cambridge (Massachusetts), en 2009.

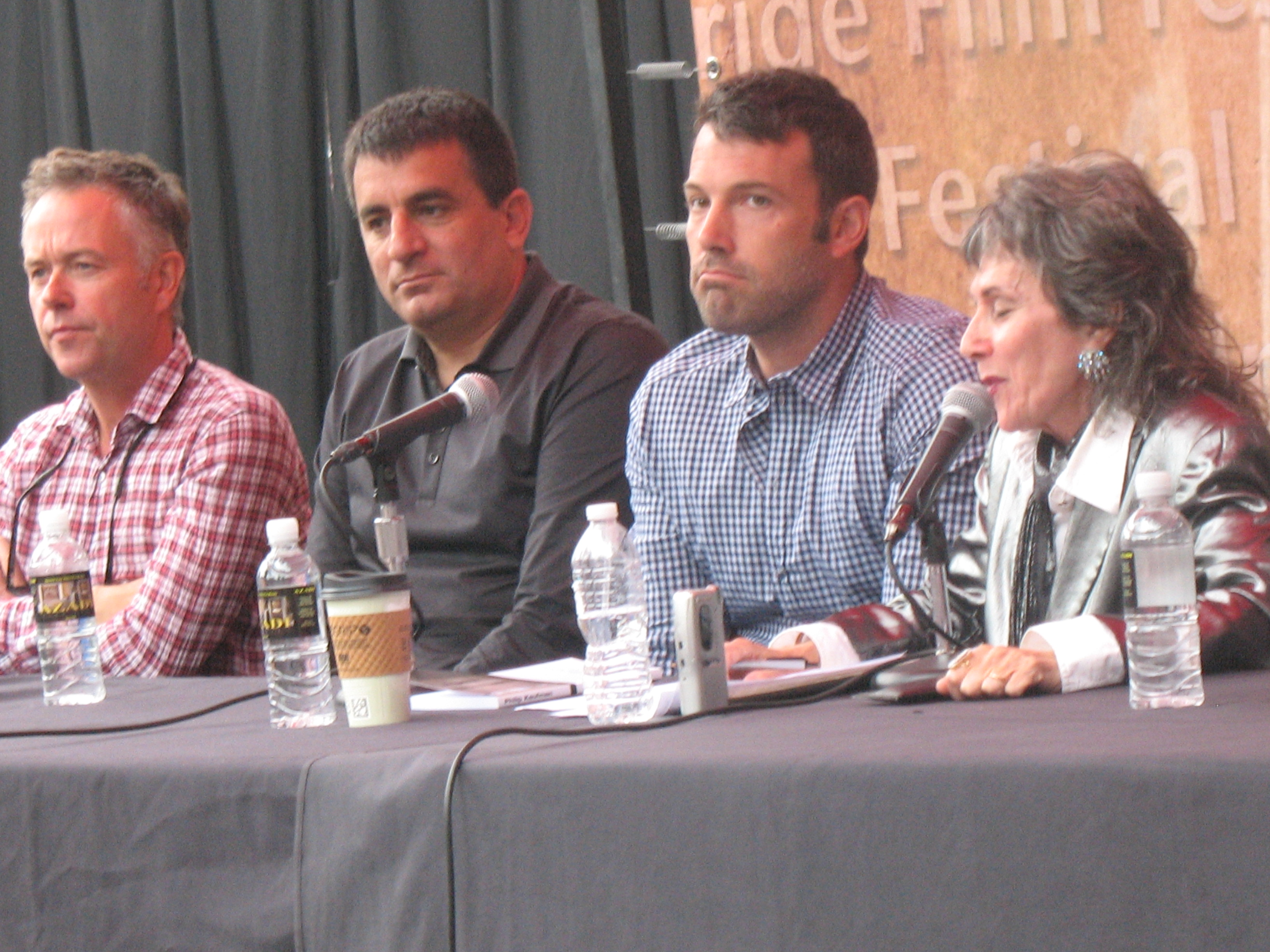
Affleck à une présentation de son troisième film, Argo, au Telluride Film Festival 2012.

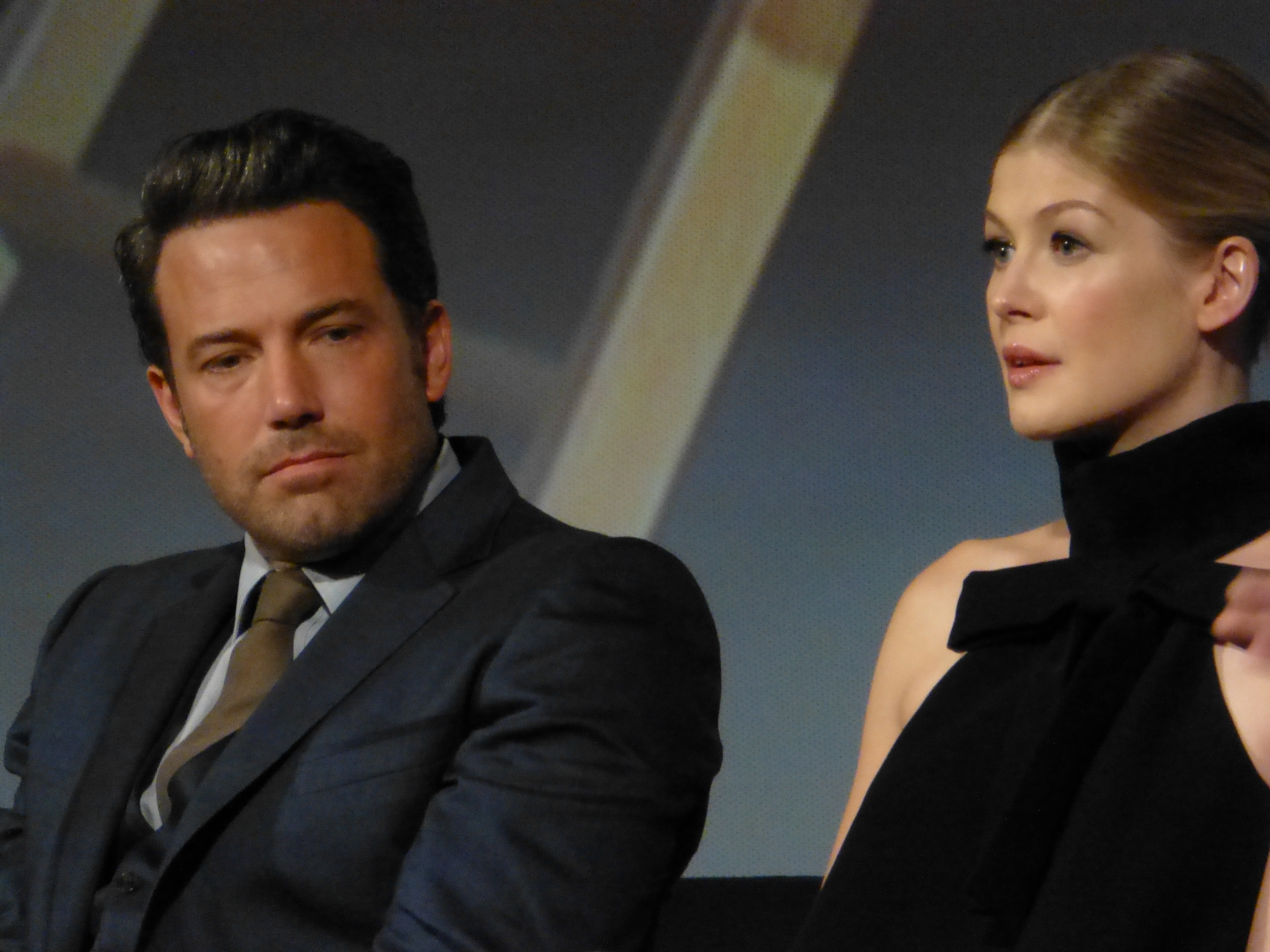
L'acteur aux côtés de Rosamund Pike au New York Film Festival 2014, pour la première de Gone Girl.

En 2007, sort sur les écrans son premier long-métrage en tant que réalisateur, Gone Baby Gone. Son frère Casey y tient le rôle principal d'un détective privé. Michelle Monaghan, Morgan Freeman et Ed Harris sont également de la partie. Le film est adapté d'un livre du même titre de Dennis Lehane. Cette réalisation permet à Ben Affleck de revenir sur le devant de la scène après une longue traversée du désert.
En 2010 sort son second film en tant que réalisateur, The Town. Il y tient également le rôle principal, celui d'un braqueur du quartier difficile de Boston, Charlestown. Son 3e film, Argo, sort en 2012. Ce long-métrage, qui revient sur le « subterfuge canadien » lors de la crise iranienne des otages de 1979, obtient le Golden Globe du meilleur film dramatique et de la meilleure réalisation lors des Golden Globes 2013, ainsi que l'Oscar du meilleur film, l'Oscar du meilleur montage et l'Oscar de la meilleure adaptation.
En 2013, à la suite du triomphe d'Argo, Ben Affleck joue dans À la merveille de Terrence Malick et Players de Brad Furman, deux films intimistes au box-office avec une réception critique médiocre pour le premier, catastrophique pour le second.
En 2014, Ben Affleck interprète Nick Dunne dans le thriller Gone Girl réalisé par David Fincher. Le film fait un carton au box-office américain et obtient des critiques élogieuses.

### Retour auxblockbusters(depuis 2015)

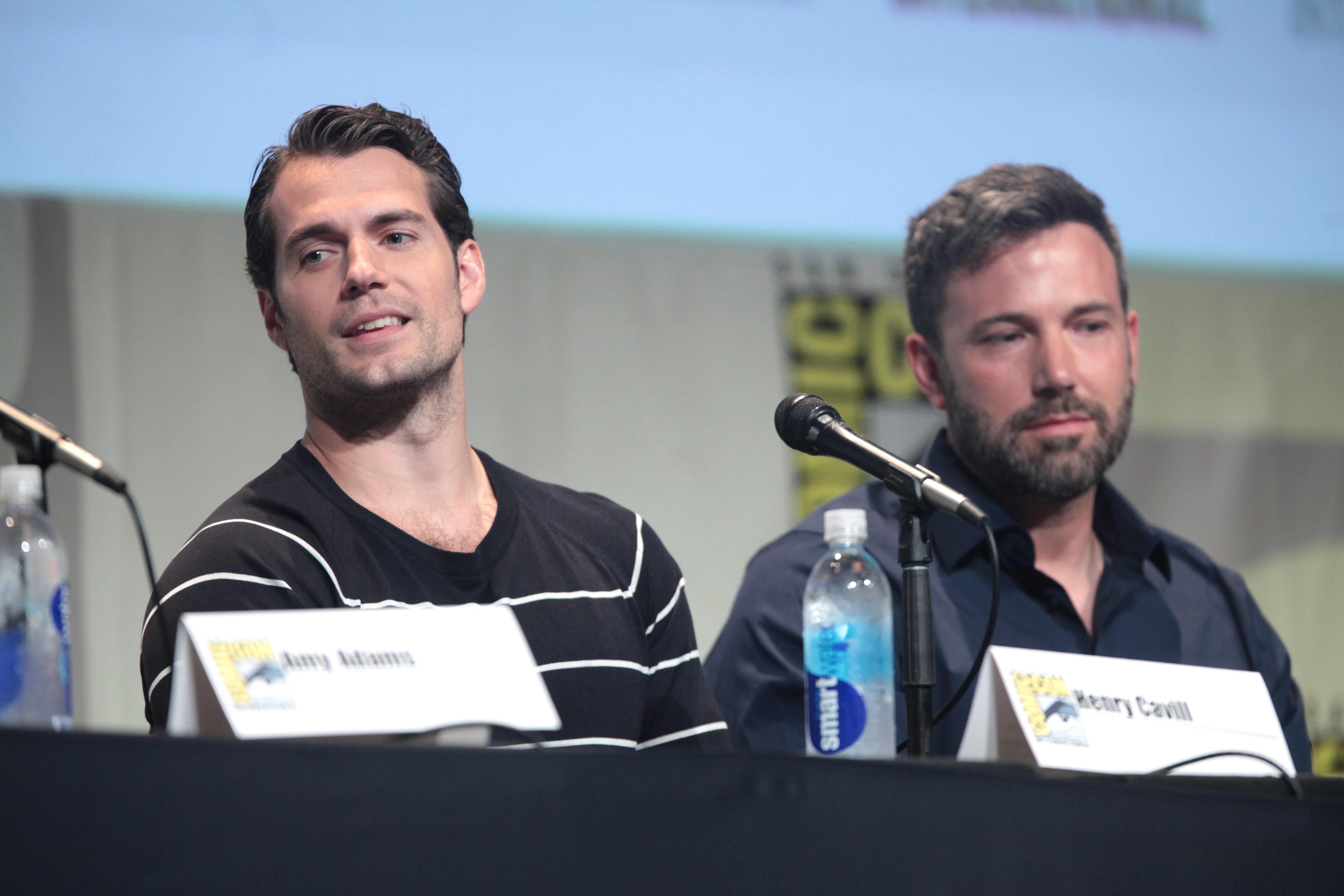
L'acteur avec Henry Cavill au San Diego Comic-Con 2015, pour la promotion de Batman v Superman : L'Aube de la justice.

Le 22 août 2013, il est annoncé comme étant le nouvel acteur jouant Batman après Christian Bale. Des internautes désignèrent cela par le mot-valise « Batfleck ». Il tourne aux côtés d'Henry Cavill dans la suite de Man of Steel intitulée Batman v Superman : L'Aube de la justice, annoncée pour 2016 et réalisée par Zack Snyder, un film qui doit introduire l'univers cinématographique DC. Un choix loin de faire l'unanimité : de nombreuses pétitions ont circulé pendant un temps sur internet pour un changement d'acteur. Cette méfiance est en partie due au film Daredevil où Ben Affleck tenait le rôle-titre. Une performance très décriée, tout comme le film. Cependant, dans l'histoire des films Batman, certains choix d'acteurs ayant divisé au départ comme Michael Keaton, Heath Ledger et Anne Hathaway furent ensuite très appréciés,.
Batman v Superman : L'Aube de la justice sort finalement en mars 2016 et bien que les réactions soient très mitigées, la performance de Ben Affleck en Bruce Wayne/Batman est globalement bien reçue par les critiques et les fans. Il fit d'ailleurs une courte apparition dans Suicide Squad et fut un des principaux protagonistes de Justice League. Des rumeurs font alors état d'un prochain film solo Batman interprété et réalisé par Affleck. Ce film est officialisé le 13 avril 2016 pour une date de sortie encore inconnue ; Affleck finit par se retirer du poste de réalisateur en janvier 2017, estimant qu'il ne pouvait pas être aux deux postes en même temps pour ce projet. Il est remplacé derrière la caméra par Matt Reeves. Après des mois de spéculations, il se retire officiellement du rôle début 2019, mettant fin à l'interprétation du chevalier noir où il fut régulièrement applaudi malgré le désamour global des films. Il reprend finalement le rôle une dernière fois dans The Flash en 2023.
En plus de ses différents engagements dans le rôle de Batman, il est apparu dans deux autres films en 2016. Il a joué le rôle du comptable autiste dans le thriller d'action Mr. Wolff (The Accountant) de Gavin O'Connor, qui a été un succès commercial inattendu. Il a ensuite commencé le tournage de son quatrième film comme réalisateur, Live by Night, film noir qui se déroule durant la prohibition à Boston dans les années 1930. C'est une adaptation du roman Ils vivent la nuit de Dennis Lehane. Il fait également partie de la distribution. Le film sort fin 2016 aux États-Unis puis début 2017 dans le reste du monde. Le film est un cuisant échec critique et commercial.
En mai 2017, il est annoncé que Netflix est en négociation pour acquérir les droits du film Triple Frontière de J. C. Chandor avec Ben Affleck. Il quitte le projet pour raisons personnelles en juillet 2017,. En mars 2018, peu avant le tournage, il revient finalement sur le projet et rejoint Oscar Isaac, Charlie Hunnam, Garrett Hedlund, Pedro Pascal et Adria Arjona. Le film sort le 13 mars 2019 sur Netflix.
Plus tard en 2019, il a fait une apparition dans le film du View Askewniverse, Jay et Bob contre-attaquent… encore de Kevin Smith dans le rôle de Holden McNeil. Le film sort aux États-Unis le 15 octobre 2019.
En juillet 2018, Ben Affleck rejoint le film Sa dernière volonté (The Last Thing He Wanted) de Dee Rees un film adapté du roman The Last Thing He Wanted de Joan Didion et rejoint Anne Hathaway, Willem Dafoe, Toby Jones, Rosie Perez, Edi Gathegi, Mel Rodriguez et Carlos Leal,. Le film sort le 21 février 2020 sur Netflix.
Le 11 juin 2018, il a été annoncé que le réalisateur Gavin O'Connor et l'acteur Ben Affleck allaient faire équipe avec un film dramatique de Warner Bros., intitulé The Way Back, à propos d'une ancienne star du basket-ball qui a perdu sa femme (Janina Gavankar) et sa fondation familiale à cause d'une dépendance, et il tente de retrouver son âme en devenant l'entraîneur d'une équipe de basket-ball de lycée. Le rôle principal de Ben Affleck en tant qu'alcoolique en convalescence a été largement salué. Les thèmes du film étaient proche avec sa propre vie, Ben a rechuté pendant la pré-production en 2018 et le film a été tourné dans les jours qui ont suivi sa sortie de cure de désintoxication ; Ben Affleck a accepté de mettre son salaire en dépôt fiduciaire et a été accompagné au tournage par un coach. David Sims, de The Atlantic, a salué la « subtilité » et la « vulnérabilité » de sa performance, la décrivant comme le travail « le plus brut et le plus naturel » de sa carrière. En raison de la pandémie de COVID-19, les cinémas ont fermé au cours de la deuxième semaine de la sortie du film et Warner Bros. l'a rendu disponible à la vidéo à la demande le 6 mars 2020.
En juillet 2019, il est annoncé au casting du film Le Dernier Duel réalisé par Ridley Scott aux côtés de Matt Damon, Adam Driver et Jodie Comer. Il a également participé à l'écriture du scénario avec Matt Damon et Nicole Holofcener, d'après le livre Le Dernier Duel : Paris, 29 décembre 1386 (en) publié en 2004 par Eric Jager (en), le film revient sur le duel Carrouges-Legris de 1386, dernier duel judiciaire en France. Le film sort en octobre 2021.
Il est ensuite à l'affiche du thriller Eaux profondes, réalisé par Adrian Lyne, avec Ana de Armas, Tracy Letts, Rachel Blanchard, Lil Rel Howery, Finn Wittrock, Jacob Elordi, Dash Mihok, Kristen Connolly,. Adapté du roman du même nom publié en 1957 par Patricia Highsmith. Le film sort en 2022 mais sera un échec critique.
En 2022, il lance avec son ami Matt Damon une nouvelle sociéé de production, Artists Equity, avec l'aide de l'investisseur Gerry Cardinale (en) via sa firme RedBird Capital Partners.
En 2023, il est de retour à la fois devant et derrière la caméra pour Air, film biographique sur la marque Nike et la naissance d'Air Jordan, où il donne la réplique à son ami Matt Damon avec qui il co-produit le film. La même année, il est la tête d'affiche de Hypnotic de Robert Rodriguez, présenté en séance de minuit au festival de Cannes 2023.
Il revient ensuite à la réalisation avec Animals prévu pour Netflix en 2025.

## Vie privée

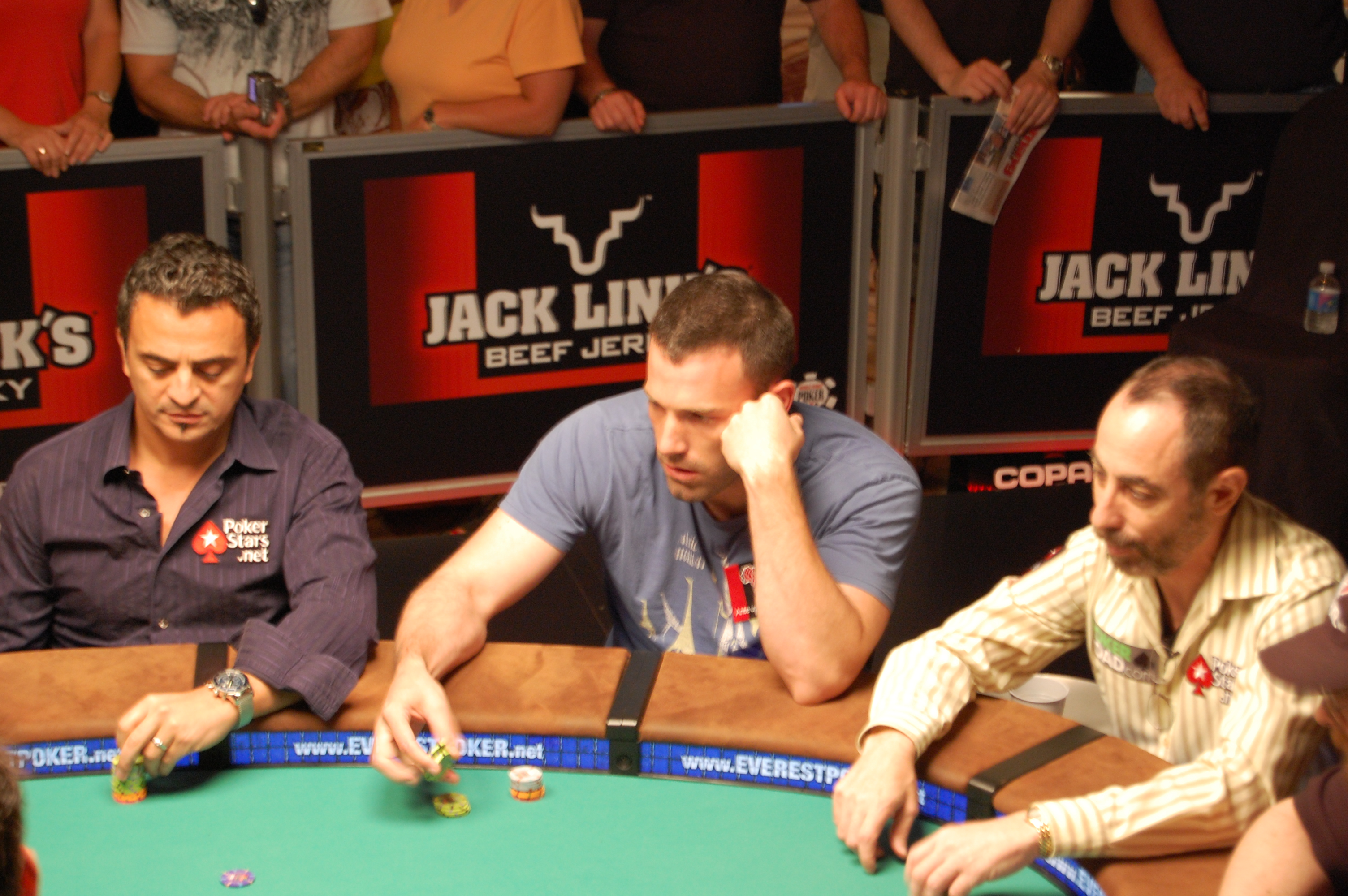
En juillet 2009, jouant au poker à l'évènement caritatif Ante Up For Africa, à Las Vegas.

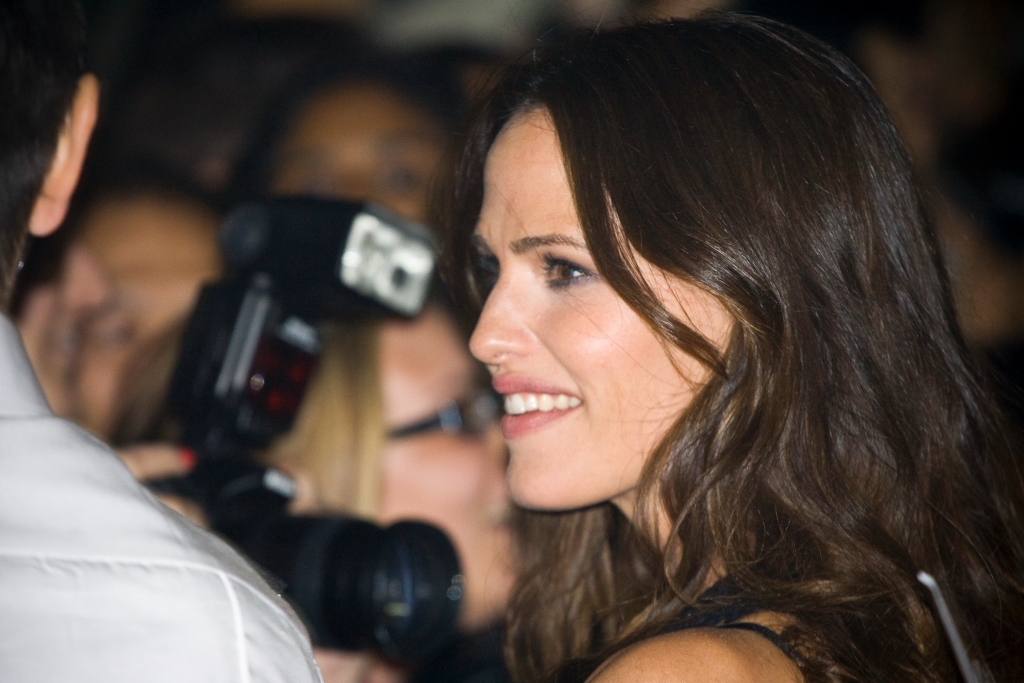
Son ex-femme Jennifer Garner à la première de The Town, en 2010.

En avril 2015, Wikileaks révèle l'intervention de Ben Affleck auprès de la direction de Sony Pictures afin que ne soit pas mentionné dans le documentaire américain Finding your roots (« Trouver vos racines »), paru sur la chaîne PBS et produit par CBS, qu'un de ses ancêtres possédait des esclaves. La direction de la chaîne répond positivement à la demande de l'acteur et ne mentionne pas le passé esclavagiste de certains de ses ancêtres. Ben Affleck dit regretter par la suite son intervention.
En 2017, il est mis en cause lors de la révélation des scandales sexuels du producteur Harvey Weinstein, étant accusé d'avoir été au courant.
Lors d’une interview accordée au New York Times en février 2020, il confie avoir des problèmes de dépendance à l’alcool.

### Vie amoureuse
Dans sa vie privée, il a entretenu quelques liaisons, en particulier avec les actrices Cheyenne Rothman et Gwyneth Paltrow.
À partir de juillet 2002, il partage la vie de la chanteuse Jennifer Lopez qu'il rencontre sur le tournage du film Amours troubles. L'acteur fait une apparition dans le clip de la chanteuse Jenny From The Block. Le couple se fiance en septembre 2002 avant de rompre en janvier 2004.
En 2001, il rencontre Jennifer Garner sur le plateau de Pearl Harbor, qu'il retrouve ensuite sur le plateau de Daredevil à l’été 2002. Il reprend contact avec l’actrice à l’été 2004 sur le tournage du film Elektra  où il joue un cameo coupé au montage. Ils vivent ensemble dès l’automne 2004, se fiancent quelques mois plus tard et se marient le 29 juin 2005, avec un seul invité, l’acteur Victor Garber, le mariage est célébré sur une plage de Parrot Cay. Le 1er décembre 2005, Ben et Jennifer deviennent parents d'une fille, prénommée  Violet Anne. Le 6 janvier 2009, naît leur second enfant. Né sous une identité féminine, il fait son coming out transgenre en 2024 sous le nom de Fin Affleck. Le 27 février 2012, le couple accueille son troisième enfant, Samuel.
Ils annoncent leur séparation le 29 juin 2015. Malgré cela, les deux époux, avec leurs trois enfants, et surtout pour le bien-être affectif et moral de ces derniers, continuent à vivre sous un même toit dans leur immense propriété de Los Angeles (achetée en 2009) comprenant une maison de 818 mètres carrés. En avril 2017, ils officialisent leur divorce.
En 2018, il a entamé une brève relation avec la playmate Shauna Sexton.
Ben Affleck, a partagé la vie de l'actrice cubaine Ana De Armas, de 16 ans sa cadette, entre mars 2020 et janvier 2021. Le couple s'est rencontré sur le tournage du film Eaux profondes.
À partir de mai 2021, Ben Affleck partage de nouveau la vie de l'actrice Jennifer Lopez, 17 ans après leur première idylle,. Ils se marient le samedi 16 juillet 2022, à Las Vegas. La cérémonie officielle a lieu en Géorgie, dans la résidence privée de l'acteur, le 20 août 2022. Le 20 août 2024, jour de leur deuxième année de mariage, Jennifer Lopez demande le divorce ; elle précise alors qu'ils sont séparés depuis le 26 avril. Le divorce est finalisé en février 2025 .

## Engagements
Engagé dans la politique de son pays, il soutient le Parti démocrate, et notamment Barack Obama dans ses campagnes de 2008 et 2012 pour la Maison-Blanche, puis Hillary Clinton lors de la campagne pour l'élection présidentielle américaine de 2016.

### Soutien à la Palestine
Durant la guerre à Gaza de 2023-2025, il prend position en faveur de la Palestine au sein d'Artists4Ceasefire.

## Filmographie
Sauf indication contraire, les informations mentionnées dans cette section peuvent être confirmées par la base de données cinématographiques IMDb,  présente dans la section « Liens externes ».

### Acteur

#### Cinéma

##### Années 1980
- 1981 : The Dark End of the Street (en) de Jan Egleson : Tommy

##### Années 1990
- 1992 : La Différence (School Ties) de Robert Mandel : Chesty Smith
- 1992 : Buffy, tueuse de vampires (Buffy the Vampire Slayer) de Fran Rubel Kuzui : Joueur de basket #10 (non crédité[47])
- 1993 : Génération rebelle (Dazed and Confused) de Richard Linklater : Fred O'Bannion
- 1995 : Les Glandeurs (Mallrats) de Kevin Smith :  Holden McNeil
- 1996 : Une virée d'enfer (Glory Daze) de Rich Wilkes : Jack
- 1997 : Obsessions torrides (Going All the Way) de Mark Pellington : Tom "Gunner" Casselman
- 1997 : Méprise multiple (Chasing Amy) de Kevin Smith : Holden McNeil
- 1997 : Will Hunting (Good Will Hunting) de Gus Van Sant : Chuckie Sullivan
- 1998 : Armageddon de Michael Bay : A. J. Frost
- 1998 : Phantoms (Dean Koontz's Phantoms) de Joe Chappelle : le shérif Bryce Hammond
- 1998 : Shakespeare in Love de John Madden : Ned Alleyn
- 1999 : 200 Cigarettes de Risa Bramon Garcia : le barman
- 1999 : Un vent de folie (Forces of Nature) de Bronwen Hughes : Ben Holmes
- 1999 : Dogma de Kevin Smith : Bartleby

##### Années 2000
- 2000 : Piège fatal (Reindeer Games) de John Frankenheimer : Rudy Duncan
- 2000 : Les Initiés (Boiler Room) de Ben Younger : Jim Young
- 2000 : Un amour infini (Bounce) de Don Roos : Buddy Amaral
- 2001 : Une soirée parfaite (The Third Wheel) de Jordan Brady : Michael
- 2001 : Daddy and Them de Billy Bob Thornton : Lawrence Bowen
- 2001 : Pearl Harbor de Michael Bay : le capitaine Rafe McCawley
- 2001 : Jay et Bob contre-attaquent (Jay and Silent Bob Strike Back) de Kevin Smith : Holden McNeil / lui-même
- 2002 : La Somme de toutes les peurs (The Sum of All Fears) de Phil Alden Robinson : Jack Ryan
- 2002 : Dérapages incontrôlés (Changing Lanes) de Roger Michell : Gavin Banek
- 2003 : Amours troubles (Gigli) de Martin Brest : Larry Gigli
- 2003 : Daredevil de Mark Steven Johnson : Matt Murdock / Daredevil
- 2003 : Paycheck de John Woo : Michael Jennings
- 2004 : Père et Fille (Jersey Girl) de Kevin Smith : Oliver « Ollie » Trinke
- 2004 : Famille à louer (Surviving Christmas) de Mike Mitchell : Drew Latham
- 2005 : Elektra de Rob S. Bowman : Matt Murdock / Daredevil (scène coupée au montage)
- 2006 : Agent de stars (Man About Town) de Mike Binder : Jack Giamoro
- 2006 : Hollywoodland d'Allen Coulter : George Reeves
- 2006 : Clerks 2 (Clerks II) de Kevin Smith : le client choqué au Mooby's
- 2007 : Mi$e à prix (Smoking Aces) de Joe Carnahan : Jack Dupree
- 2009 : Extract de Mike Judge : Dean
- 2009 : Ce que pensent les hommes (He's Just Not That Into You) de Ken Kwapis : Neil
- 2009 : Jeux de pouvoir (State of Play) de Kevin Macdonald : Stephen Collins

##### Années 2010
- 2010 : The Town de lui-même : Doug MacRay
- 2011 : The Company Men de John Wells : Bobby Walker
- 2012 : Argo de lui-même : Tony Mendez
- 2012 : À la merveille (To the Wonder) de Terrence Malick : Neil
- 2013 : Players (Runner, Runner) de Brad Furman : Ivan Block
- 2014 : Gone Girl de David Fincher : Nick Dunne
- 2016 : Batman v Superman : L'Aube de la justice (Batman v Superman: Dawn of Justice) de Zack Snyder : Bruce Wayne / Batman
- 2016 : Suicide Squad de David Ayer : Bruce Wayne / Batman (caméo, non crédité)
- 2016 : Mr. Wolff (The Accountant) de Gavin O'Connor : Christian Wolff
- 2017 : Live by Night de lui-même : Joe Coughlin
- 2017 : Justice League de Zack Snyder : Bruce Wayne / Batman
- 2019 : Triple Frontière (Triple Frontier) de J. C. Chandor : Tom « Redfly » Davis
- 2019 : Jay et Bob contre-attaquent… encore (Jay and Silent Bob Reboot) de Kevin Smith : Holden McNeil

##### Années 2020
- 2020 : Sa dernière volonté (The Last Thing He Wanted) de Dee Rees : Treat Morrison
- 2020 : The Way Back de Gavin O'Connor : Jack Cunningham
- 2021 : Zack Snyder's Justice League de Zack Snyder : Bruce Wayne / Batman
- 2021 : Le Dernier Duel (The Last Duel) de Ridley Scott : le comte Pierre II d'Alençon
- 2021 : Le Bar de la Tendresse (The Tender Bar) de George Clooney : Oncle Charlie
- 2022 : Eaux profondes (Deep Water) d'Adrian Lyne : Victor Van Allen
- 2022 : Clerks 3 (Clerks III) de Kevin Smith : Boston John (caméo)
- 2023 : Hypnotic de Robert Rodriguez : Danny Rourke
- 2023 : Air de lui-même : Philip Knight
- 2023 : The Flash d'Andrés Muschietti : Bruce Wayne / Batman (non crédité)
- 2025 : Mr. Wolff 2 (The Accountant 2) de Gavin O'Connor : Christian Wolff
- 2025 : RIP de Joe Carnahan
- prochainement : Animals de lui-même

#### Télévision
- 1987 : La nuit tombe sur Manhattan (Hands of a Stranger) de Larry Elikann (téléfilm)
- 1991 : Un papa sur mesure (Daddy) de Michael Miller : Ben Watson (téléfilm)

### Réalisateur
- 1993 : I Killed My Lesbian Wife, Hung Her on a Meat Hook, and Now I Have a Three-Picture Deal at Disney (court métrage)
- 2007 : Gone Baby Gone
- 2010 : The Town
- 2012 : Argo
- 2017 : Live by Night
- 2023 : Air
- prochainement : Animals

### Scénariste
- 1997 : Will Hunting de Gus Van Sant
- 2002 : Push, Nevada (série télévisée) - Épisode 1
- 2007 : Gone Baby Gone de lui-même
- 2010 : The Town de lui-même
- 2016 : Live by Night de lui-même
- 2021 : Le Dernier Duel (The Last Duel) de Ridley Scott

### Producteur / producteur délégué
- 2001 : Une soirée parfaite (The Third Wheel) de Jordan Brady
- 2002 : Push, Nevada (Série télévisée)
- 2002 : Speakeasy
- 2003 : The Battle of Shaker Heights (en) d'Efram Potelle (en)
- 2005 : Feast de John Gulager
- 2012 : Promised Land de Gus Van Sant
- 2012 : Argo de lui-même
- 2016 : Live by Night de lui-même
- 2017 : Justice League de Zack Snyder
- 2019 : City on a Hill (série TV)
- 2020 : The Way Back de Gavin O'Connor
- 2021 : Zack Snyder's Justice League de Zack Snyder
- 2021 : Le Dernier Duel (The Last Duel) de Ridley Scott
- 2023 : Air de lui-même
- 2024 : Unstoppable de William Goldenberg
- 2024 : Tu ne mentiras point (Small Things Like These) de Tim Mielants
- 2024 : The Instigators de Doug Liman
- 2025 : Kiss of the Spider Woman de Bill Condon
- 2025 : Mr. Wolff 2 (The Accountant 2) de Gavin O'Connor
- 2025 : RIP de Joe Carnahan
- prochainement : Animals de lui-même

## Box-office
NB : Les résultats au box-office, contient les films avec Ben Affleck comme acteur et comme réalisateur.
| Films                                    | Budget        | États-Unis    | France            | Mondial       |
| ---------------------------------------- | ------------- | ------------- | ----------------- | ------------- |
| Génération rebelle                       | 6 900 000 $   | 7 993 039 $   | -                 | -             |
| Les Glandeurs                            | 6 100 000 $   | 2 122 561 $   | -                 | -             |
| Méprise multiple                         | 250 000 $     | 12 021 272 $  | 30 577 entrées    | -             |
| Will Hunting                             | 10 000 000 $  | 138 433 435 $ | 1 050 224 entrées | 225 933 435 $ |
| Phantoms                                 | -             | 5 624 282 $   | -                 | -             |
| Armageddon                               | 140 000 000 $ | 201 578 182 $ | 4 618 327 entrées | 553 709 788 $ |
| Shakespeare in Love                      | 25 000 000 $  | 100 317 794 $ | 1 681 915 entrées | 289 317 794 $ |
| 200 Cigarettes                           | 6 000 000 $   | 6 852 450 $   | -                 | -             |
| Un vent de folie                         | 75 000 000 $  | 52 888 180 $  | 330 917 entrées   | 93 888 180 $  |
| Dogma                                    | 10 000 000 $  | 30 652 890 $  | 168 433 entrées   | 30 652 890 $  |
| Les Initiés                              | 26 000 000 $  | 16 970 581 $  | 26 984 entrées    | 28 780 255 $  |
| Piège fatal                              | 42 000 000 $  | 23 368 995 $  | 165 499 entrées   | 32 168 970 $  |
| Un amour infini                          | 35 000 000 $  | 36 805 288 $  | 11 834 entrées    | 53 425 292 $  |
| Pearl Harbor                             | 140 000 000 $ | 198 542 554 $ | 2 514 353 entrées | 449 220 945 $ |
| Jay et Bob contre-attaquent              | 22 000 000 $  | 30 085 147 $  | 9 817 entrées     | 33 788 161 $  |
| Dérapages incontrôlés                    | 45 000 000 $  | 66 818 548 $  | 262 434 entrées   | 94 935 764 $  |
| La somme de toutes les peurs             | 68 000 000 $  | 118 907 036 $ | 765 256 entrées   | 193 921 372 $ |
| Daredevil                                | 78 000 000 $  | 102 543 518 $ | 1 356 338 entrées | 179 179 718 $ |
| Amours troubles                          | 54 000 000 $  | 6 087 542 $   | 29 498 entrées    | 7 266 209 $   |
| Paycheck                                 | 60 000 000 $  | 53 790 451 $  | 689 651 entrées   | 96 269 812 $  |
| Père et Fille                            | 35 000 000 $  | 25 268 157 $  | 20 678 entrées    | 36 098 382 $  |
| Famille à louer                          | 46 000 000 $  | 11 663 156 $  | 2 615 entrées     | 15 120 800 $  |
| Hollywoodland                            | 46 000 000 $  | 14 426 251 $  | 111 867 entrées   | 16 803 753 $  |
| Gone Baby Gone                           | 19 000 000 $  | 20 300 218 $  | 331 967 entrées   | 34 619 699 $  |
| Mi$e à prix                              | 17 000 000 $  | 35 787 686 $  | 111 072 entrées   | 57 103 895 $  |
| Ce que pensent les hommes                | 25 000 000 $  | 93 953 653 $  | 655 528 entrées   | 178 846 899 $ |
| Jeux de pouvoir                          | 60 000 000 $  | 37 017 955 $  | 688 156 entrées   | 87 812 371 $  |
| Extract                                  | 8 000 000 $   | 10 823 158 $  | -                 | 10 848 783 $  |
| The Town                                 | 37 000 000 $  | 92 186 262 $  | 1 086 699 entrées | 144 552 617 $ |
| The Company Men                          | 15 000 000 $  | 4 441 272 $   | 158 860 entrées   | 4 882 577 $   |
| Argo                                     | 44 500 000 $  | 136 025 503 $ | 1 375 884 entrées | 232 325 503 $ |
| À la merveille                           | 5 000 000 $   | 587 615 $     | 84 832 entrées    | -             |
| Players                                  | 30 000 000 $  | 19 316 646 $  | 382 824 entrées   | 62 675 095 $  |
| Gone Girl                                | 61 000 000 $  | 167 767 189 $ | 1 901 279 entrées | 368 061 911 $ |
| Batman v Superman : L'Aube de la justice | 250 000 000 $ | 330 360 194 $ | 2 500 796 entrées | 872 662 631 $ |
| Mr. Wolff                                | 44 000 000 $  | 83 715 470 $  | 312 511 entrées   | 144 715 470 $ |

## Voix francophones
En version française, Ben Affleck a notamment été doublé à ses débuts par Arnaud Arbessier dans Méprise multiple, Will Hunting et Phantoms ainsi  que par Alexandre Gillet dans Un papa sur mesure, William Coryn dans La Différence et Jérôme Rebbot dans Génération rebelle.
Depuis la fin des années 1990, Boris Rehlinger est la voix régulière de l'acteur tandis que Jean-Pierre Michaël ne le double que de manière occasionnelle. En parallèle, Cédric Dumond le double à deux reprises dans La Somme de toutes les peurs et Dérapages incontrôlés, tandis que Éric Aubrahn le double dans Un vent de folie et  Frédéric Popovic dans Mi$e à prix.
Au Québec, Pierre Auger est la voix québécoise régulière de l'acteur. À titre exceptionnel, Antoine Durand le double dans Jeux de pouvoir et Sylvain Hétu dans Les jeux sont faits.
Versions françaises
- Boris Rehlinger[59] dans Dogma, Piège fatal, films Jay et Bob contre-attaquent, The Town, The Company Men, films DC Comics, etc.
- Jean-Pierre Michaël[59] dans  Armageddon, Shakespeare in Love, Les Initiés, Pearl Harbor, Daredevil, etc.

Versions québécoises
Note : La liste indique les titres québécois.
- Pierre Auger dans Le Destin de Will Hunting, Armageddon, Shakespeare et Juliette, Dogme, Pearl Harbor, La Somme de toutes les peurs, Hollywoodland, Laisse tomber, il te mérite pas, Argo, films DC Comics, Le Comptable, Ils vivent la nuit, etc.[60]